# Schaumburg (miejscowość)
Schaumburg – wieś w Stanach Zjednoczonych, w stanie Illinois, położona głównie w hrabstwie Cook, oraz częściowo w hrabstwie DuPage. W 2023 roku liczyła 75,8 tys. mieszkańców. Jest częścią obszaru metropolitalnego Chicago i leży ok. 45 km na północny zachód od centrum Chicago. Nazwa bierze się od niemieckich korzeni pierwszych przybyszy, którzy pochodzili z dawnego hrabstwa Schaumburg-Lippe.
Chociaż wieś Schaumburg została oficjalnie założona 7 marca 1956 r., to pierwsi przybysze osiedlali się tutaj już w latach 30. XIX wieku.

## Demografia

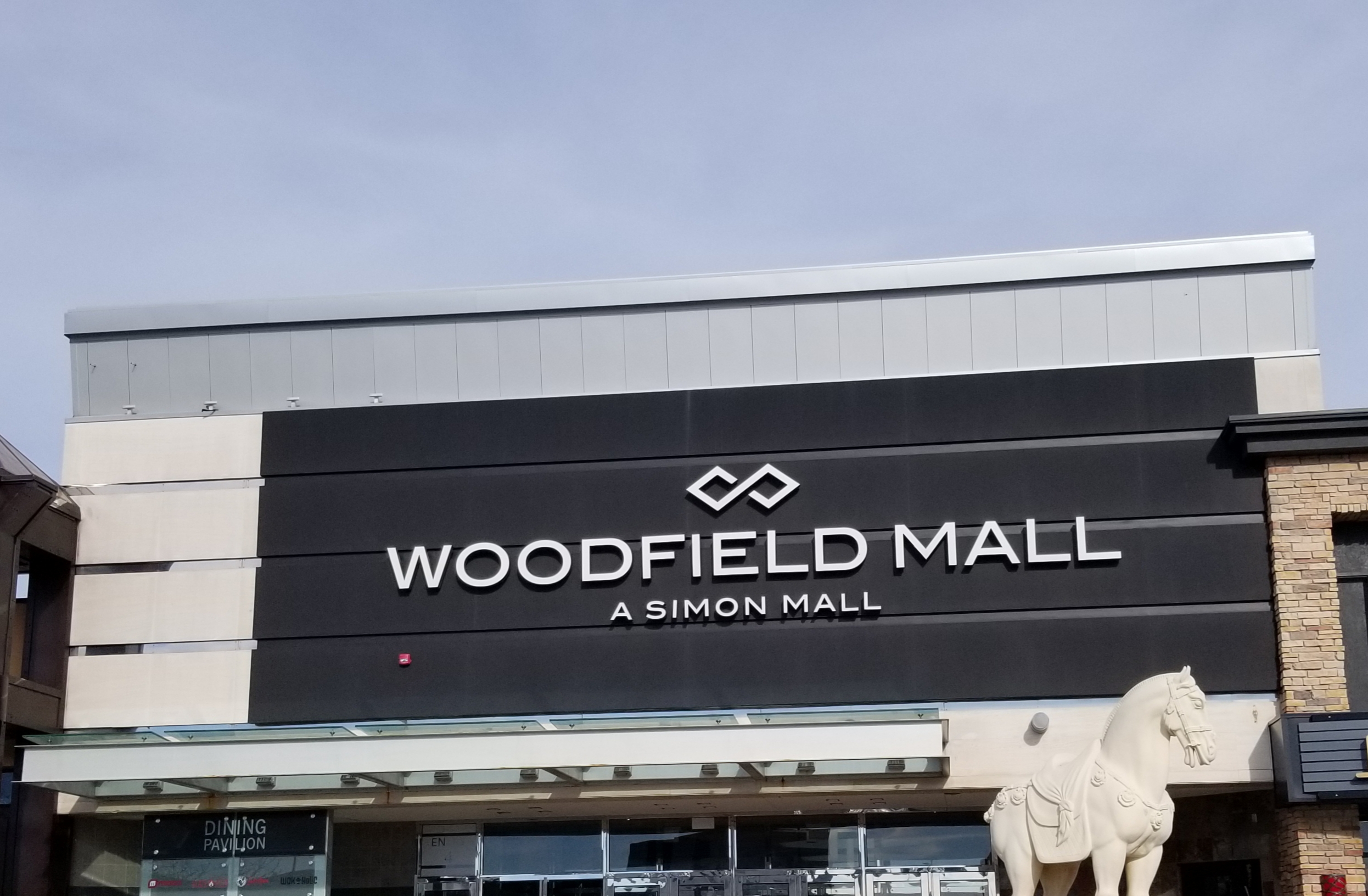
Woodfield Mall

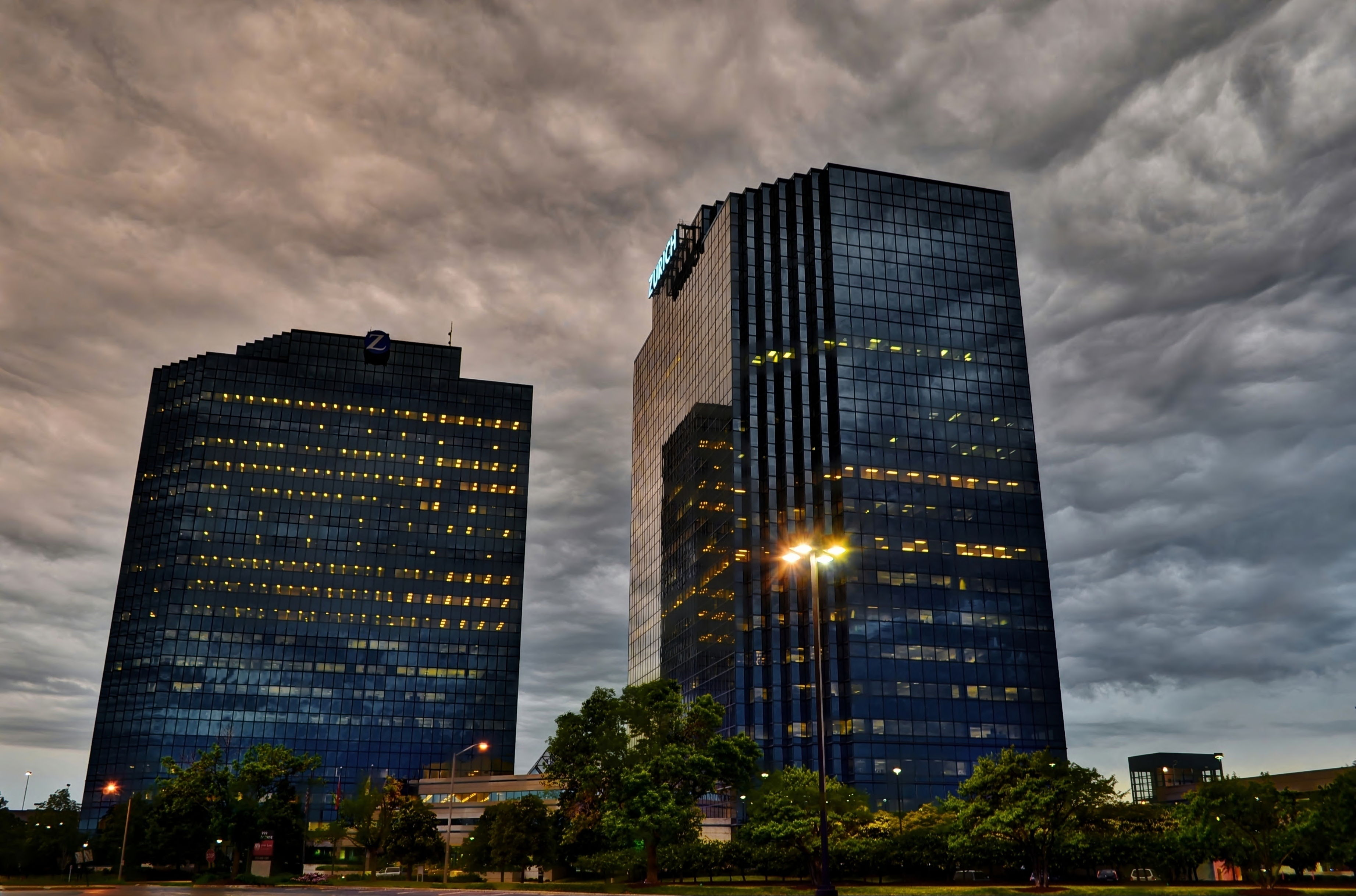
Dawna siedziba Zurich North America

Miejscowość posiada dużą populację azjatycką, wśród której nieco ponad połowę stanowią Hindusi (13,6%). Ponadto duży odsetek populacji deklaruje pochodzenie niemieckie (12,7%) i polskie (11,6%).
Według danych pięcioletnich z 2022 roku, 55% mieszkańców identyfikowało się jako biali niebędący Latynosami, 24,6% miało pochodzenie azjatyckie, 11,7% stanowili Latynosi, 7,7% było rasy mieszanej, 5,8% to czarni lub Afroamerykanie i 0,6% rdzenni Amerykanie. 31,4% mieszkańców urodziło się poza granicami Stanów Zjednoczonych.

## Gospodarka
Średni dochód gospodarstwa domowego (dane z 2022) w Schaumburgu wynosi 92 818 dolarów, zaś dochód na mieszkańca 46 922 dolarów. 6,2% mieszkańców żyje poniżej relatywnej granicy ubóstwa.
Woodfield Mall jest jednym z największych centrów handlowych w Stanach Zjednoczonych i największym pracodawcą w Schaumburgu.